# Toyota Tundra

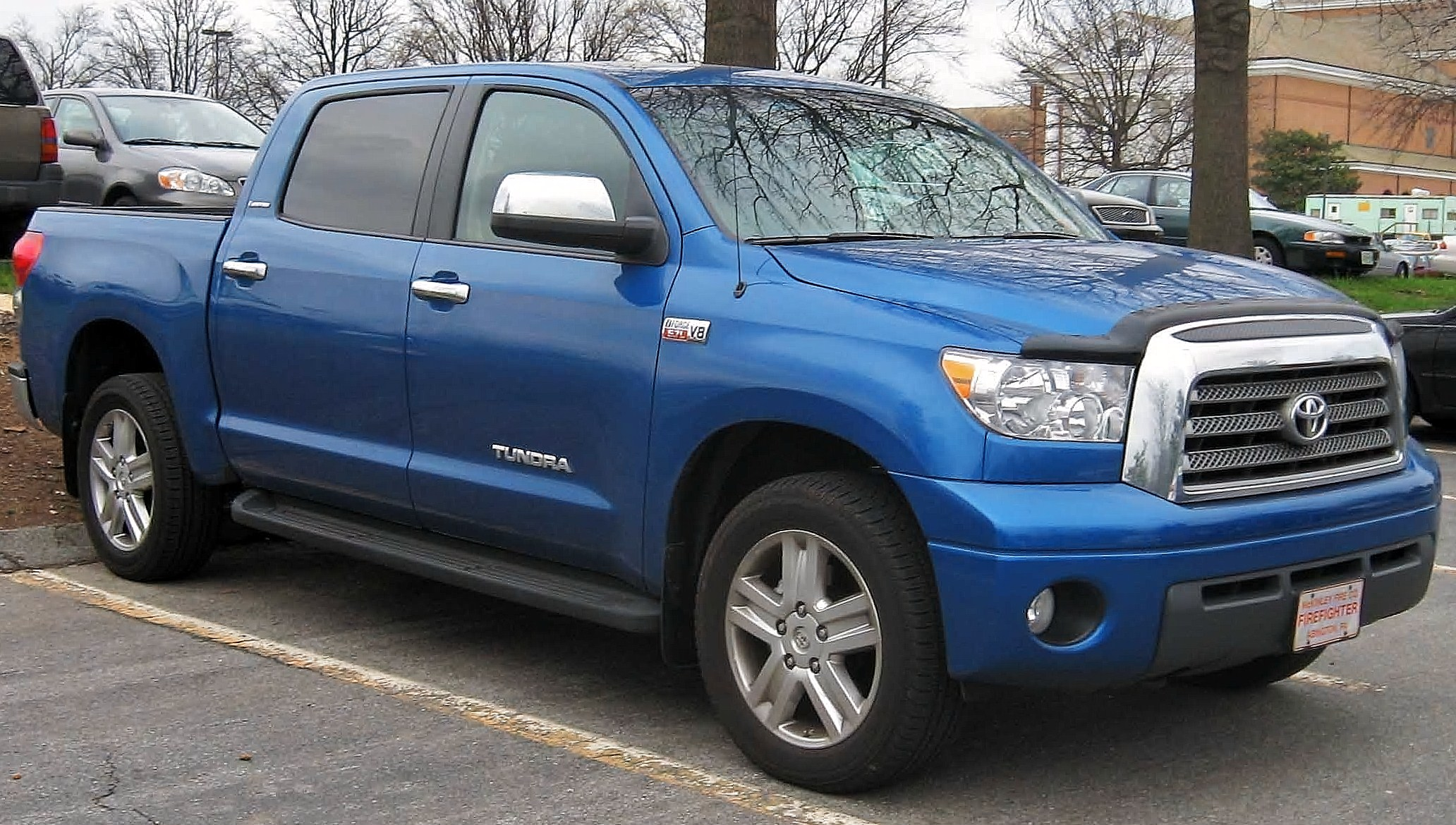
Toyota Tundra CrewMax der 2. Generation

Der Toyota Tundra ist ein großer Pick-up, der von Toyota im Jahr 1999 eingeführt wurde. Er wurde allgemein als erster Pickup mit V8-Motor einer Importmarke angesehen, der amerikanischen Pickups ähnelt. Der Tundra wurde für den Preis Truck of the Year des Magazins Motor Trend in den Jahren 2000 und 2008 nominiert. Die Fahrzeugteile werden bei der Central Motor produziert, einem hundertprozentigen Tochterunternehmen Toyotas. Die Endmontage wurde bis 2009 im Toyota-Werk der Toyota Motor Manufacturing Indiana in Princeton (Indiana) durchgeführt, danach bei der Toyota Motor Manufacturing Texas in San Antonio.
Die erste Generation hatte viele Gemeinsamkeiten mit dem alten, mittelgroßen T100 und dem kleineren Tacoma. Die wichtigste Gemeinsamkeit war der 3,4-l-V6-Motor, der die Topmotorisierung bei T100 und Tacoma darstellte. Er diente als Basismotorisierung des Tundra, wobei ein 4,7-l-V8 – erstmals bei einem Toyota-Pickup – ebenfalls lieferbar war.

## 1. Generation (2000–2006)

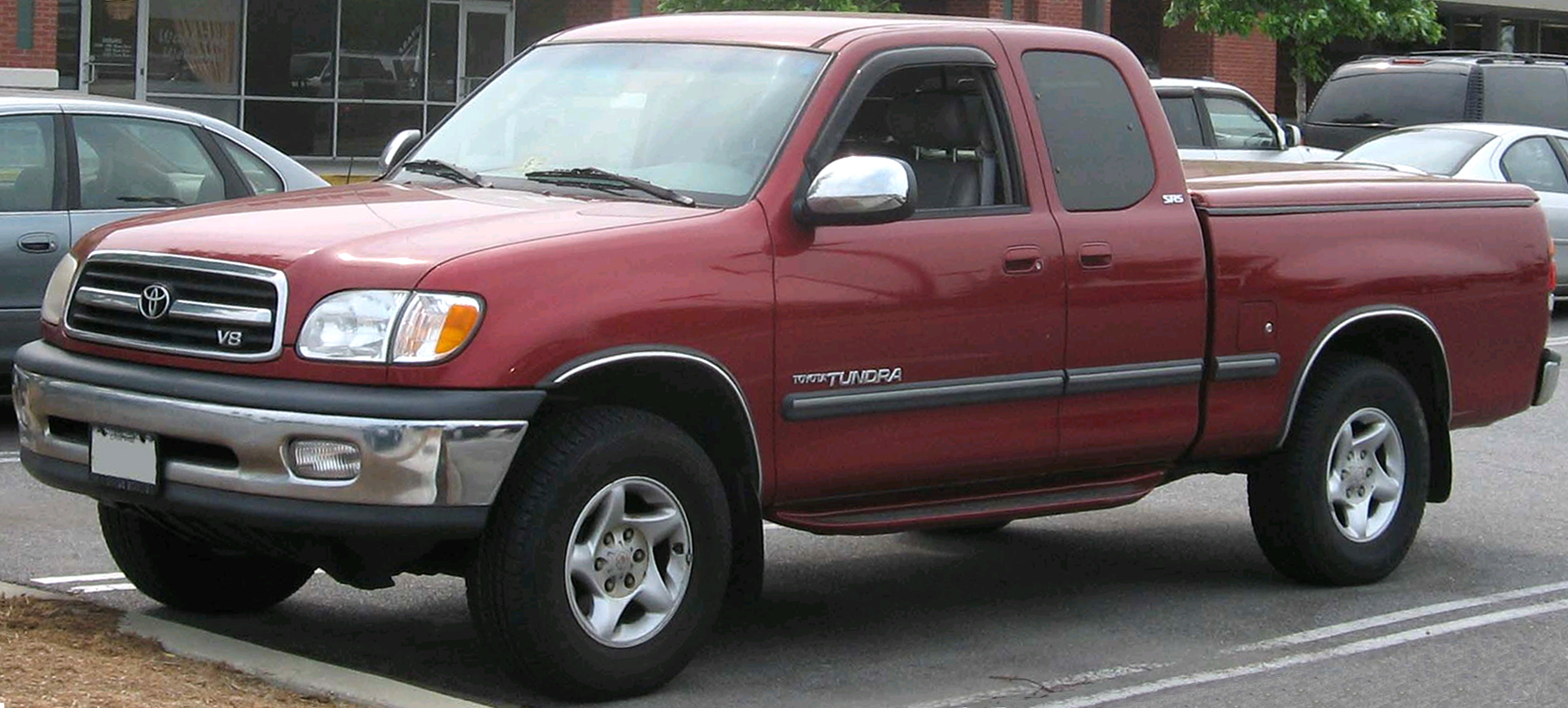
Toyota Tundra SR5 mit verlängertem Führerhaus (2000–2002)

Im Mai 1999 wurde der erste Tundra als Modell 2000 eingeführt. Der Prototyp und die „Show Trucks“ hießen T150. Ford beschwerte sich aber, dass dieser Name zu sehr an ihr marktbeherrschendes Modell F-150 erinnerte und so musste Toyota den T150 nach einem Gerichtsurteil in Tundra umbenennen. Toyota gab danach an, sie hätten das Serienmodell niemals T150 benennen wollen. Als Retourkutsche verklagte Toyota Ford, als die den Lincoln LS herausbrachten; Toyota sagte, dieser Name sei zu nahe am Lexus LS.

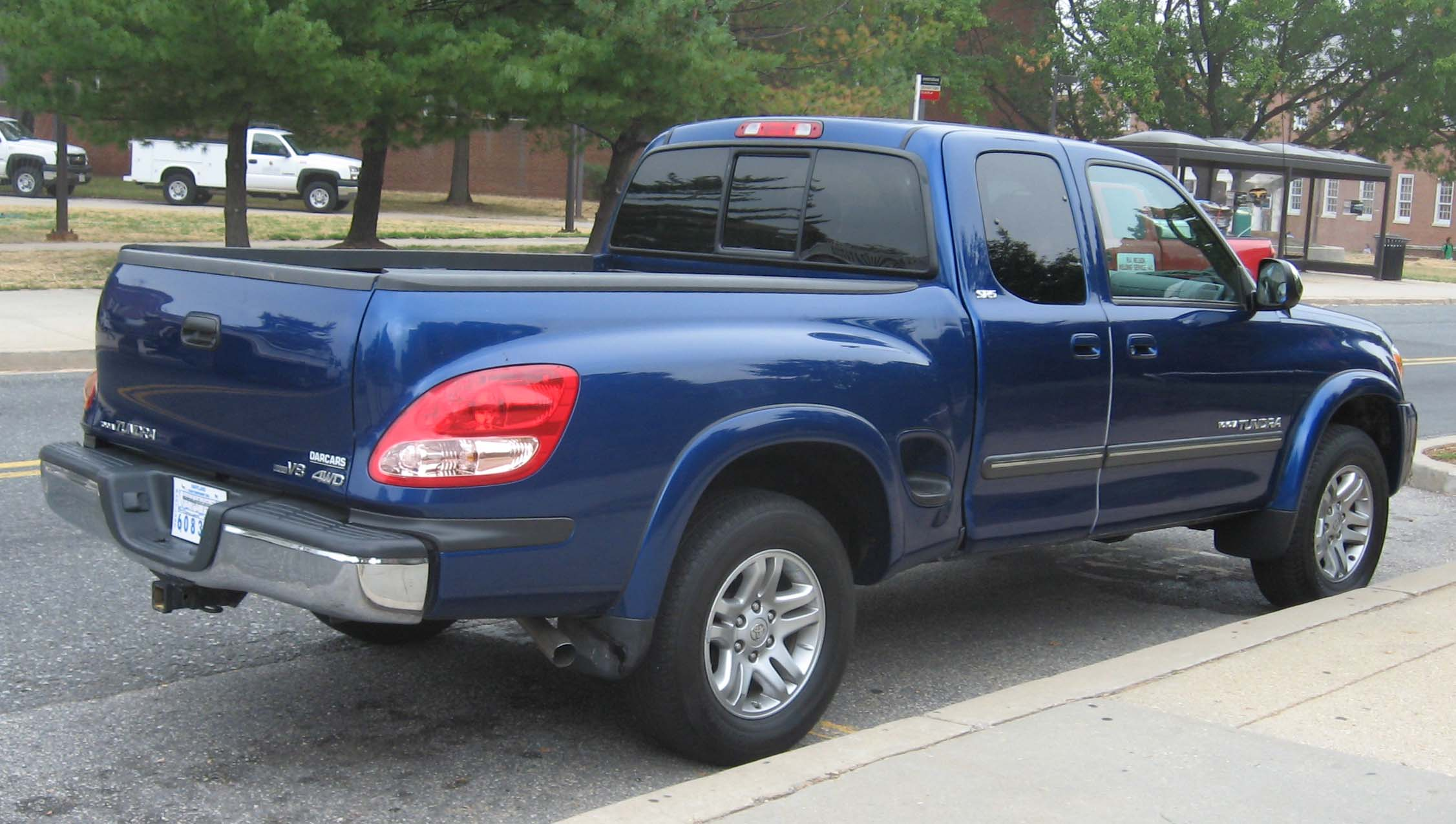
Toyota Tundra StepSide

Der Tundra war etwas größer als der T100, wurde aber immer noch als zu klein und PKW-ähnlich angesehen, um ein ernstzunehmender Gegner der US-amerikanischen Pickups zu sein. Sein Leergewicht wird mit 1785–1912 kg angegeben. Er wurde 120.000-mal im Jahr hergestellt, das war das Doppelte der vom T100 verkauften Anzahl. Auch verkaufte sich der Tundra von Anfang an am besten unter allen Toyota-Fahrzeugen. Er wurde von der Fachpresse sehr gelobt und von Motor Trend als Truck of the Year 2000 und von Consumer Reports als Best Full-Size Truck nominiert. Der Tundra wurde im neuen Toyota-Werk in Princeton (Indiana) gebaut und zeigte, dass Toyota ernsthafte Anstrengungen unternahm, die Lücke zu den „Großen Drei“ (GM, Ford und Chrysler) in allen wichtigen Marktsegmenten zu schließen.
An Motoren gab es für den Tundra einen 3,4-l-V6 mit 24 Ventilen, der 190 bhp (140 kW) leistete und ein Drehmoment von 298 Nm entwickelte und einen 4,7-l-V8-Motor mit 32 Ventilen, der die LEV-Klassifizierung erfüllte, 245 bhp (180 kW) Leistung und ein Drehmoment von 427 Nm hatte. Von Toyota Racing Development (TRD) gab es einen Kompressor für den 3,4-l-V6 (2002–2003), der dessen Leistung auf 260 bhp (191 kW) und sein Drehmoment auf 350 Nm erhöhte. Ende des zweiten Produktionsjahres führte TRD einen zweiten Kompressor für den V8 (2002–2003) ein, der ihn auf 300 bhp (221 kW) und 540 Nm brachte. Der V6-Kompressor ist noch vielfach erhältlich, während der V8-Kompressor schwieriger zu finden ist, da TRD die Fertigung einstellte, als der neue 4,7-l-V8-Motor mit variabler Ventilsteuerung (VVTi) herauskam.

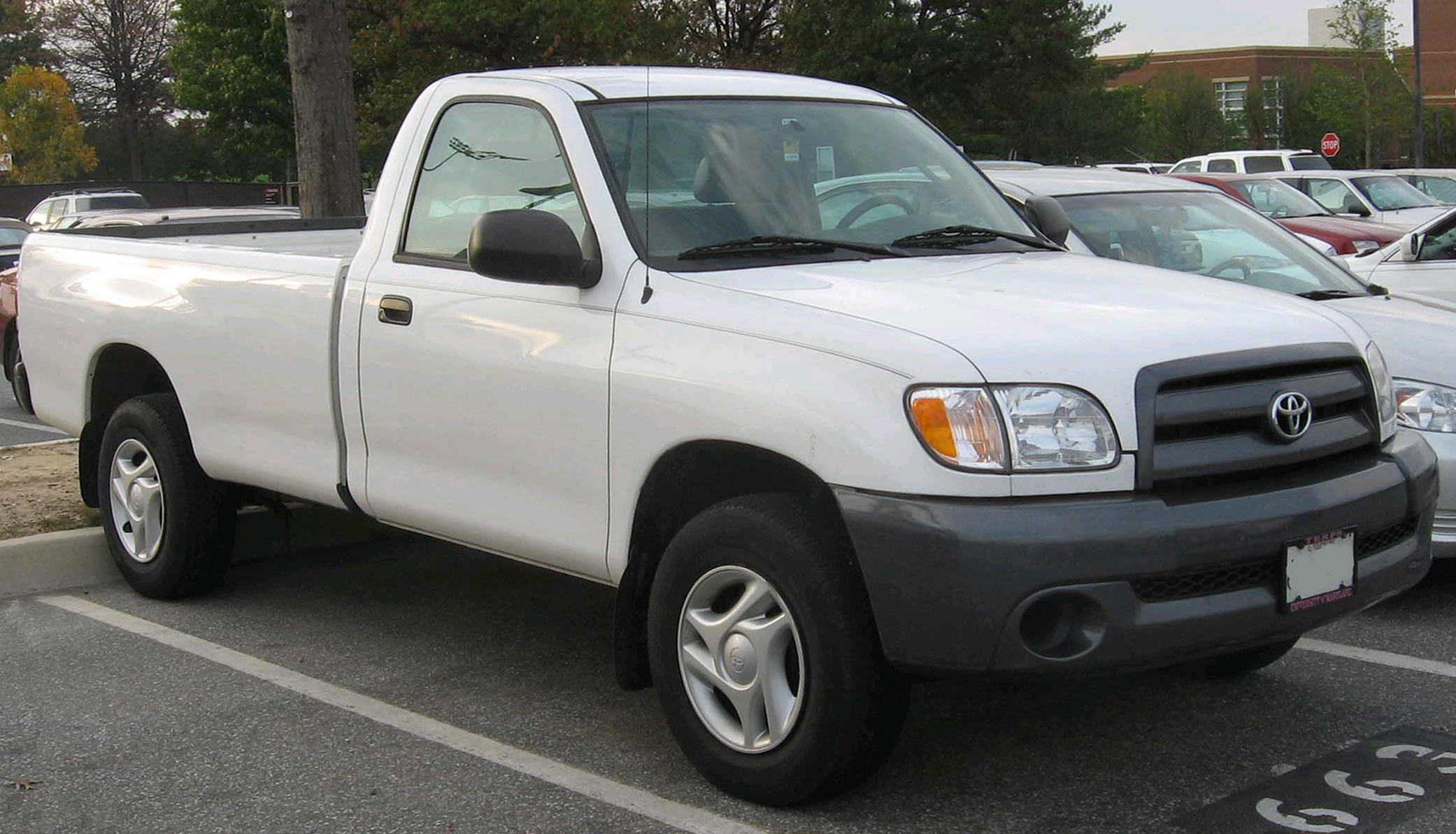
Toyota Tundra (2003–2006)

2003 wurde der Kühlergrill überarbeitet und 2004 eine Version mit Doppelkabine eingeführt. Die Doppelkabine hatte vier normale Türen und innen und außen Ausstattungsdetails vom Sequoia. Ihre Pritsche ist um fast 125 mm länger als die von Nissan Titan und Ford F-150. Die Doppelkabine ist auch 330 mm länger und 76 mm höher als der normale Pritschenwagen und der Pritschenwagen mit verlängertem Führerhaus. 2005 wurde ein neuer Motor eingeführt: Ein 4,0-l-V6 mit 236 bhp (174 kW) Leistung und 361 Nm Drehmoment. Gleichzeitig erhielt der 4,7-l-V8 eine variable Ventilsteuerung (VVTi) und erbrachte so 271 bhp (199 kW) und 424 Nm. Das manuell geschaltete Fünfganggetriebe wurde durch ein Sechsganggetriebe ersetzt und eine fünfstufige Automatik ersetzte die alte vierstufige. Trotz einer zulässigen Anhängelast von 3.080 kg (Doppelkabine), bzw. 3.216 kg (Pritschenwagen), jeweils mit V8-Motor, konnte der Tundra noch nicht mit den großen Pickups der Großen Drei und von Nissan konkurrieren. Amerikanische Pickup-Enthusiasten bezeichnen den Tundra daher immer noch als 7/8-Pickup.
2006 wurde eine Darrell Waltrip-Edition angeboten, die an den NASCAR-Star und die Teilnahme am NASCAR-Pickup-Rennen erinnern sollte. Es wurden nur 2.000 Exemplare des V8-Doppelkabinen-Tundra hergestellt. Im Paket enthalten waren spezielle Embleme und 18″-Aluminiumräder.
Das Insurance Institute for Highway Safety (IIHS) beurteilte den Tundra beim Frontaufpralltest als „gut“.

## 2. Generation (2007–2021)

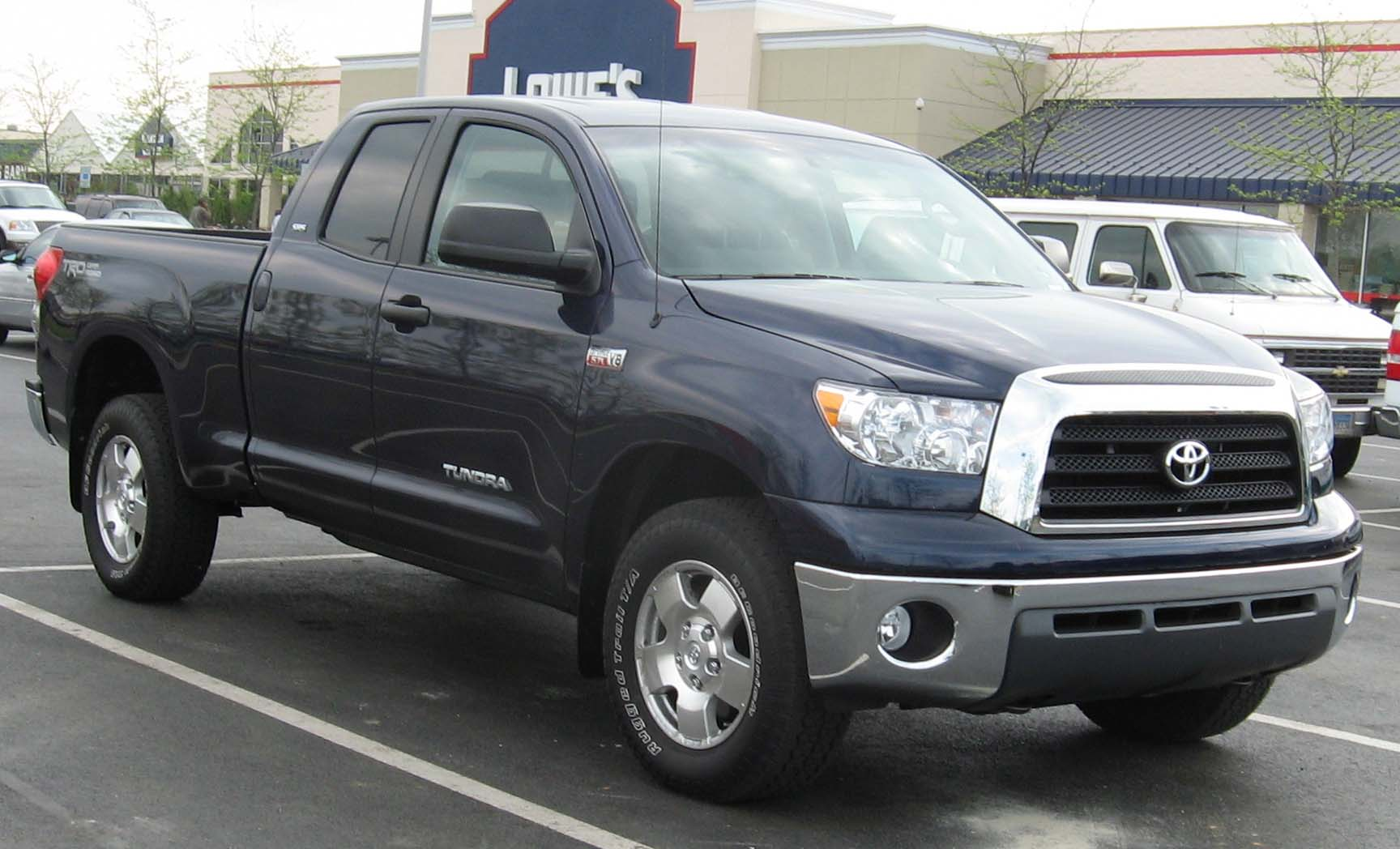
Toyota Tundra Doppelkabine (2007)

Ein größerer Tundra wurde auf der Chicago Auto Show 2006 vorgestellt. Er ähnelte in einigen Details seinem kleineren Schwestermodell Tacoma, in anderen dem Konzeptfahrzeug FTX. Sein Leergewicht beträgt 2078–4147 kg. Ein besonderes Detail waren Kotflügel, die wie ein Bizeps ausgeformt waren. Der Pickup war in vielen Punkten verbessert worden; z. B. stieg die zulässige Anhängelast auf über 4.500 kg, die Nutzlast auf über 900 kg und er bekam einen neuen 5,7-l-V8-Motor (Typ Toyota 3UR-FE) in Verbindung mit einem sechsstufigen Automatikgetriebe. Somit gab es für den Tundra der zweiten Generation drei Motoren zur Auswahl: Der neue 5,7-l-V8 mit einer Leistung von 381 bhp (280 kW) und einem Drehmoment von 544 Nm, der alte 4,7-l-V8, Typ 2UZ-FE, mit einer Leistung von 276 bhp (203 kW) und einem Drehmoment von 424 Nm und den alten 4,0-l-V6, Typ 1GR-FE, mit 236 bhp (174 kW) Leistung und einem Drehmoment von 361 Nm.
Als der neue Tundra im Februar 2007 herauskam, gab es das Modell in 31 verschiedenen Versionen: drei Pritschenlängen, drei Führerhausausführungen, vier Radstände und zwei Getriebearten. Eine neue Doppelkabine ersetzte das alte verlängerte Führerhaus und anstatt der alten Doppelkabine gab es eine nochmals verlängerte Ausführung, die erfolgreich mit dem Dodge Ram Mega Cab konkurriert. Die Doppelkabine ist mit Pritschenlängen von 1.980 mm, normaler Länge und 2.430 mm erhältlich, während es die verlängerte Doppelkabine nur mit einer Kurzpritsche von 1.676 mm Länge gibt. Der Tundra hat auch ein neues sechsstufiges Automatikgetriebe mit Wandlerüberbrückung im fünften und sechsten Gang – serienmäßig beim 5,7-l-V8. So beschleunigt das Fahrzeug in 6,3 s von 0 auf 100 km/h und schafft die Viertelmeile in 14,7 s.
Toyota schuf damit einen Tundra, der für viele Bauarbeiten einsetzbar ist; er hat extra große Türgriffe, ein Schienensystem auf der Pritsche, eingebaute Zughaken und Kopfstützen, die für Arbeiter mit Schutzhelmen angepasst werden können. Weiters hat der Tundra serienmäßig ein teilweise sperrbares Differenzial (Auto-LSD), Stabilitätskontrolle (VSC), Schlupfregelung (TRAC), elektronische Bremskraftverteilung (EBD), Bremsassistent (BAS), Antiblockiersystem (ABS) und einen Hecktürassistenten. Sein hoher Grundpreis von 22.390 USD macht ihn aber teurer als den Chevrolet Silverado (17.860 USD) und die Basisversion des Ford F-150 (17.345 USD).
Einige andere Verbesserungen, die Toyota dem Tundra angedeihen ließ, sind auf Wunsch verfügbare Anhänger-Außenspiegel (weiter außen am Fahrzeug, um an breiteren Anhängern vorbeisehen zu können), ein 100-l-Benzintank, auf Wunsch 22″-Aluminiumräder, eine Rückfahrkamera, ein Bluetooth-Anschluss, eine große Mittelkonsole (groß genug für einen Laptop mit 15″-Bildschirm), besonders große Bremsscheiben und -zangen und das vorher erwähnte 6-stufige Automatikgetriebe.
Alle Tundra mit 5,7-l-V8-Motor sind mit einem Zugkraftpaket ausgestattet, das einen Ölkühler für Motor und Getriebeautomatik, eine Anhängerkupplung, eine Hinterachsübersetzung 1:4,3 und die besonders großen Bremsen gegen vorzeitiges Fading enthält.

### Montagewerke
Der neue Tundra wird in zwei Werken in den Vereinigten Staaten gebaut. Zum einen, wie bisher, in Princeton (Indiana), zum anderen im neuen Werk in San Antonio (Texas). Während in Princeton im Jahr ca. 100.000 Tundra gebaut werden können, verlassen ca. 200.000 Stück im Jahr das neue Werk in San Antonio. Als dieses neue Werk gebaut wurde, veranlasste Toyota 21 wichtige Zulieferer, auf demselben Gelände Werke zu errichten, um logistische Probleme zu vermeiden. Dadurch wurden diese Zulieferer aber noch mehr von Toyota abhängig. Toyota investierte auch 9 Mio. US$ in die Gesundheitsversorgung seiner Mitarbeiter und deren Angehörigen.
Seit 2008 werden alle Tundra in Texas gebaut. Motoren und Antriebskomponenten des Tundra werden nur in Werken in den USA hergestellt.

### Motoren

#### Modelljahre  2007–2009
- 4,0-l-V6, Typ 1GR-FE, 236 bhp (174 kW), 361 Nm, LEV II[1]-zertifiziert
- 4,7-l-V8, Typ 2UZ-FE, 276 bhp (203 kW), 424 Nm, LEV II[1]-zertifiziert
- 5,7-l-V8, Typ 3UR-FE, 381 bhp (280 kW), 544 Nm, ULEV II[4]-zertifiziert

#### Modelljahr 2010
- 4,0-l-V6, Typ 1GR-FE, 236 bhp (174 kW), 361 Nm, LEV II[1]-zertifiziert
- 4,6-l-V8, Typ 1UR-FE, 310 bhp (228 kW), 444 Nm, ULEV II[4]-zertifiziert
- 5,7-l-V8, Typ 3UR-FE, 381 bhp (280 kW), 544 Nm, ULEV II[4]-zertifiziert

### Veränderungen von Modelljahr zu Modelljahr
- Ab 2008 wurden zusätzlich 13 Varianten angeboten, sodass es insgesamt 44 Modellvarianten gab. Die Modelle 2008 hatten bessere Ausstattung und niedrigere Preise; dazu gab es eine neue Tundra-Ausführung unterhalb der Ausstattung SR5, die für Geschäftsleute und Kunden gedacht war, die sehr auf den Preis achten.[5]
- Seit 2009 sind serienmäßig alle Tundra mit 5,7-l-V8-Motor in bestimmten Regionen für Ethanolbetrieb (E85) geeignet. Toyota verbesserte das TRD-Sport-Paket und bot ein TRD-Rock-Warrior-Paket neu an. Gegenüber den Vorjahr stiegen die Preise um 0,4 %.[6]
- Beim Tundra des Modelljahres 2010 wurden Kühlergrill und Rückleuchten überarbeitet. Es gibt nun eine neue Spitzenausstattung namens Platinum. Und es gibt einen neuen 4,6-l-V8-Motor mit sechsstufigem Automatikgetriebe anstatt des früheren 4,7-l-V8. Serienmäßige Knie-Airbags für Fahrer und Beifahrer sorgten dafür, dass in einem neuen NHTSA-Frontalaufprallversuch fünf Sterne verliehen wurden.[7] Die ersten Tundra des Modelljahres 2010 wurden Ende April 2009 an die Händler ausgeliefert.

### Sicherheitsaspekte
Der Tundra ist nun mit zwei Frontairbags, zwei Seitenairbags für die Vordersitze und Vorhangairbags mit Überrollsensor für alle Sitzreihen ausgestattet. Serienmäßig sind auch Stabilitätskontrolle (VSC), Schlupfregelung (TRAC), Antiblockiersystem (ABS) und elektronische Bremskraftverteilung (EBD). Ab dem Modelljahrgang 2010 sind auch Knieairbags für Fahrer und Beifahrer serienmäßig enthalten.
Der Toyota Tundra war der erste große Pickup, der sich die Bezeichnung Top Safety Pick des IIHS verdient hatte; 2009 folgte der neue Ford F-150., Die Konkurrenzprodukte von GM, Dodge und Nissan konnten sich diese Bezeichnung nicht verdienen, da ihre Werte für den Seitenaufprall als „ausreichend“ oder „mangelhaft“ beurteilt wurden. In den vom IIHS durchgeführten Frontalaufprallversuchen erreichte der Tundra die Bewertung „gut“ die höchstmögliche Bewertung im Seitenaufprallversuch und auch die maximale Bewertung für den Heckaufprallschutz.
Bei den Tests des NHTSA bekam der Tundra, Modell 2007–2009, vier von fünf Sternen im Frontalaufprall, sowohl für den Fahrer- als auch für den Beifahrerplatz. Das Modell 2010 aber bekam in dieser Disziplin alle fünf Sterne. Bei einem Risiko schwerer Verletzungen von 11–20 % erhält der Wagen vier Sterne, für fünf Sterne muss dieser Wert unter 10 % liegen.
Der hauptsächliche Unterschied zwischen den Frontaufpralltests von IIHS und NHTSA liegt darin, dass ersterer einen Offset-Aufprall mit teilweiser Überdeckung der Fahrzeugfronten durchführt, während letzterer einen direkten Frontalaufprall testet. Der Offsetaufprall beansprucht mehr die Struktur des Fahrzeuges, während der direkte Frontalaufprall die Rückhaltesysteme mehr beansprucht. In beiden Fällen sind die Tests nur vergleichbar, wenn beide Unfallgegner etwa das gleiche Gewicht haben.
Weil das VSC-System des Tundra ausgeschaltet wird, wenn das Fahrzeug auf Allradantrieb umgeschaltet ist, warf Consumer Reports die Frage auf, ob der Titel Top Safety Pick in diesem Fall wirklich gerechtfertigt sei. Toyotas Antwort darauf war, dass der Tundra im Allradbetrieb eine starre Verbindung zwischen Vorder- und Hinterachse habe und eine Stabilitätskontrolle daher nicht funktionieren würde. Im Frontantriebsbetrieb aber bleibt die Stabilitätskontrolle aktiv und die meisten Fahrer wählen den Allradantrieb nur bei rutschigem Untergrund.

### Kompressor von TRD
Seit Juni 2008 gibt es den Kompressor für den 5,7-l-V8-Motor von Toyota Racing Development (TRD). Die Motorleistung steigt damit auf 504 bhp (376 kW) und das maximale Drehmoment auf 750 Nm. Wenn der Einbau bei einem Toyota-Händler durchgeführt wird, bleibt auch die ursprüngliche Garantie erhalten. Dieser Einbausatz enthält zwei Roots-Gebläse von Eaton mit je zwei vierflügeligen Rotoren, eine Konstruktion, wie sie auch im neu eingeführten TRD Aurion, dem Chevrolet Corvette C6 ZR1 und dem Cadillac CTS-V  verwendet wird. Der offizielle Verkaufspreis für den Bausatz liegt bei 5.875 US-Dollar.
Das Automagazin Edmunds hat den Toyota Tundra TRD getestet und als minimale Fahrzeit für eine Viertelmeile aus dem Stand 13,3 s ermittelt. Die Endgeschwindigkeit betrug 167 km/h. Edmunds hatte schon vorher eine Saugversion des Tundra 5,7-l-V8 getestet und eine Fahrzeit für die Viertelmeile von 14,8 s, mit einer Endgeschwindigkeit von 150,7 km/h, ermittelt. Der Test des Toyota Tundra TRD von Motor Trend endete mit einer Fahrzeit von 13,0 s für die Viertelmeile und einer Endgeschwindigkeit von 171 km/h. Dieser Tundra benötigte 4,4 s, um von 0 auf 100 km/h zu beschleunigen.

### Sondermodelle
Im Juni 2008 führte Toyota die Ivan „Ironman“ Stewart Signature-Serie des Tundra ein. Es gab drei verschiedene Sonderausstattungspakete, von denen eines den TRD-Kompressor mit einschloss.
Stewart hatte die Baja 500 siebzehn Mal mit Toyota gewonnen.

### Preise und Vergleichstests

#### Preise
- Canadian Driver krönte den Toyota Tundra als Truck King und wählt ihn zum besten 0,5-Tonner-Pickup mit einem Hubraum von über 5,0 Litern und dazu zum besten 0,5-Tonner-Pickup mit einem Hubraum von unter 5,0 Litern[26]
- Trailer Boats wählte den Tundra 2007 nach fast zwei Wochen Test zum Tow Vehicle of the Year.[27]
- Truckin’ Magazine wählte den Tundra Crew Max 2008 zum Truck of The Year.[28]
- Motor Trend erklärte den Tundra 2008 zum Truck of the Year.[29] Die anderen Wettbewerber waren der Chevrolet Silverado HD, der GMC Sierra HD und die Ford-Modelle F-250, F-350 und F-450.[30] Wenn auch der Chevrolet Silverado, der Truck of The Year 2007 von Motor Trend, an diesem Wettbewerb nicht teilnahm, so wurde er doch vom Tundra in einem früheren Test über drei Runden – wie unten beschrieben – geschlagen. Aber Motor Trend gab in einem früheren Vergleichstest dem Silverado und dem Sierra den Vorzug.

#### Vergleichstest in den Medien
- Mai 2009: Ein Vergleichstest von Motor Trend mit dem Ford F-150 Supercrew endete mit einem Sieg.[31]
- April 2009: In einem Edmunds-Test von 4x4-Pickups belegte der Tundra den zweiten Platz.[32]
- November 2008: Ein von Pickuptrucks.com ausgeführter Test weist dem Tundra den 3. Platz zu.[33] Motor Trend wurde gebeten, an dem Test teilzunehmen, und wies dem Tundra den 5. Platz zu.[34]
- 2007: Die Magazine Motor Trend und Truck Trend bewerteten in einem Vergleichstest über drei Runden den Tundra besser als seinen Wettbewerber von GM. Teile dieses Tests fanden statt, bevor der Tundra offiziell zum Verkauf stand. Alle Teile wurden in beiden Magazinen veröffentlicht: Einführung,[35] Runde 1: Kopf an Kopf,[36] Runde 2: Unten und schmutzig,[37] Letzte Runde: Auf und davon.[38]
- 2007:  Das Magazin Peterson’s 4-wheel & Off Road setzte den Tundra auf den 2. Platz seinem 2008er-Wettbewerb 4x4 of the Year. Der Sieg ging an den Toyota Land Cruiser.[39]
- August 2007: ‘’Consumer Reports’’ wählte den Tundra zum zweitbesten großen Pickup nach dem Chevrolet Avalanche.[40] Dabei wurde der Avalanche jedoch als SUT oder SUV mit Pritsche eingeteilt, da seine Hinterachsaufhängung nicht die üblichen Blattfedern, sondern Schraubenfedern aufweist.[41]
- April 2007: Car and Driver wählte den Tundra zum Dritten in einem Vergleichstest von 5 Pickups.[42]
- März 2007: Popular Mechanics wählte den Tundra zum Zweiten in einem Vergleichstest großer Pickups.[43]
- Januar 2007: Edmunds.com wählte den Tundra zum Sieger in seinem 0,5-Tonner-Vergleichstest.[44]

### Rückrufe im Modelljahr 2007
Im Mai 2007 gab ein Sprecher von Toyota zu, dass bei den ganz neuen 5,7-l-V8-Motoren, Typ 3UR-FE, zwanzig Fälle von Versagen der Nockenwellen bekannt wurden. Toyota verlautbarte, dieses Versagen sei eine Folge von Rissen beim Gießprozess der Nockenwellen und der Zulieferer hätte zwischenzeitlich diesen Fehler beseitigt. In weiteren Fällen wolle Toyota entweder den gesamten Motor tauschen und die Garantie verlängern oder den ganzen Wagen vom Besitzer zurückkaufen. Eigentlich wollte Toyota mit dem Verkauf des Tundra mit 5,7-l-V8 erst im Sommer 2007 beginnen, entschied sich dann aber, den Motor früher in die Serienfertigung zu übernehmen und das Modell schon im Februar 2007 herauszubringen. Diese Entscheidung wurde getroffen, um den Wünschen der Produktplaner und Händler nach einem leistungsfähigen V8-Modell schon ab Verkaufsstart der neuen Generation entgegenzukommen.
Am 13. Dezember 2007 rief Toyota 15.600 Allradmodelle des Tundra-Jahrgangs 2007 in die Werkstätten, weil bei ihnen die hintere Kardanwelle hätte brechen können. „Es gibt die Möglichkeit, dass eine Verbindung in der hinteren Kardanwelle falsch wärmebehandelt worden ist und daher nicht die richtige Härte hat.“, sagte Toyota und fügte hinzu: „Das kann zu einem Bruch der Kardanwelle im Bereich dieser Verbindung führen.“ Es gab einen einzigen Fall von eigenartigen Geräuschen bei einem betroffenen Fahrzeug. Aber es sind keine Unfälle bekannt, die auf diesen Fehler zurückzuführen wären. Ab Dezember 2007 wurden alle betroffenen Toyota-Besitzer verständigt und sollten sich an ihren örtlichen Toyota-Händler wenden, um eine Inspektion durchführen und gegebenenfalls die Kardanwelle tauschen zu lassen.
Im Bericht von Consumer Reports 2007 bekam der Allrad-Tundra hauptsächlich wegen Problemen mit dem Allradantrieb eine schlechte Zuverlässigkeitsbewertung. Am 10. November 2008 aber konnte man im neuen Bericht von Consumer Reports lesen, dass Toyota die Probleme offensichtlich behoben habe. Die Bewertung lautet nun „durchschnittlich“ und es wird eine Kaufempfehlung ausgesprochen.
Auf der Tokyo Motor Show 2007 stellte ein Toyota-Manger fest, dass die Qualitätsmängel „Schande“ über die Firma gebracht hätten. Im Juli 2006 hatte sich der Toyota-Vorstand Watanabe für den Qualitätsverlust entschuldigt, aber versprochen, dass die Firma deutliche Anstrengungen unternehmen würde, um diese Probleme zu lösen.

### Tundra Diesel
Im September 2007 gab Toyota Pläne bekannt, eine Diesel-Variante des Tundra herauszubringen. Das wurde auch auf der North American International Auto Show im Januar 2008 bestätigt. Toyota-Vorstand Watanabe sagte: „Es freut mich, zu bestätigen, dass ein neuer, sauberer V8-Dieselmotor in der nächsten Zukunft in den Modellen Sequoia und Tundra angeboten werden wird.“ Aber später im Jahr 2008 sagte ein Manager von Toyota auf der staatlichen Ausstellung in Texas, dass man mit der Einführung des Tundra Diesel warten wollte, weil sich das Modell schlechter als erwartet verkaufe.
Motor Trend und Car and Driver hatten vorher berichtet, dass Toyota einen schwereren Tundra bauen wolle, der in der 0,75-Tonnen-Klasse antreten sollte.
Auf der SEMA Auto Show 2007 zeigte Toyota seinen Tundra Diesel Dually Project Truck. Dieser Schwerlast-Tundra-Diesel basiert auf dem stark veränderten Fahrwerk des Tundra CrewMax. Er hat eine 8,0-l-V8-Hino-Dieselmotor, ein Schaltgetriebe von Eaton und etliche andere Veränderungen.
Ende 2006 kaufte Toyota GM Anteile von Isuzu ab. Der Duramax-V8-Motor von Isuzu treibt zurzeit die 0,75- und 1-Tonner-Pickups von GM an, aber der Motor für den 0,5-Tonner-Diesel soll komplett von GM entworfen werden und nur dort gebaut werden.
Die australische Version des Toyota Land Cruiser hat einen 4,5-l-V8-Dieselmotor, auf dem auch ein künftiger Tundra Diesel basieren könnte.

### Tundra Hybrid
Toyotas Vorstandsvorsitzender Katsuaki Watanabe hat bekanntgegeben, dass er gerne eine Hybridversion des Tundra bauen lassen würde. Toyota muss aber noch einige technische Problemen lösen, bevor solch ein Fahrzeug auf den Markt kommen kann.
Laut der japanischen Zeitung Nihon Keizai Shimbun denkt Toyota daran, ca. 2010 einen benzin-elektrischen Hybrid-Tundra für den Verkauf in Nordamerika zu entwickeln.
Toyota könnte auch einen diesel-elektrischen Hybrid für den Tundra entwickeln. In Japan haben die Transportermodelle Dyna und Hino Dutro ein solches System. Der Hino Ranger, ein mittelgroßer Frontlenker-LKW könnte auch ein Hybrid-System für den Tundra der nächsten Generation beisteuern.
Auf der North American International Auto Show 2008 stellte der Vorstand von Toyota USA, Jim Lentz, fest: „verschiedene Modelle brauchen verschiedene Technologien der Spritersparnis (…) Es gibt sicher eine Reihe (von Modellen), bei denen die Hybridtechnologie keinen Sinn ergibt.“. Er führte weiter aus, dass vom Sequoia und vom Tundra in der näheren Zukunft keine Hybrid-Varianten vorgesehen seien, stattdessen sollten diese Modelle „saubere und effiziente Dieselmotoren bekommen“.

## 3. Generation (seit 2021)
Die dritte Generation des Fahrzeugs wurde im September 2021 präsentiert. Statt eines V8-Motors kommt künftig der V6-Motor aus dem Land Cruiser J300 – gegen Aufpreis auch als Otto-Hybrid – zum Einsatz. An einer neu entwickelten Mehrlenker-Hinterachse werden künftig Schraubenfedern statt Blattfedern verbaut. Ende 2021 kam die Baureihe in Nordamerika in den Handel.

## Verkaufszahlen
Die Verkaufszahlen des Toyota Tundra bewegen sich seit 2000 ganz oder fast an der Kapazitätsgrenze der Fertigung. Die Fabrik in Indiana kann 130.000 Tundra im Jahr herstellen. Der Tundra ist jetzt seit über 5 Jahren auf dem Markt und nimmt 17 % des Marktes für 0,5-Tonnen-Pickups ein. Im Jahr 2000 verkaufte Toyota 107.798 Tundra, was eine deutliche Verbesserung gegenüber den Verkaufszahlen des Vorgängers T100 mit ca. 50.000 Exemplaren pro Jahr darstellt. Im Jahr 2005 verkaufte Toyota 126.529 Tundra. Der Bestseller Ford F-150 wurde im gleichen Jahr 756.980-mal verkauft. Mit den Kapazitäten des neuen Werks in Texas wollte Toyota 2007 ca. 200.000 Tundra verkaufen. Die Firma verfehlte dieses Ziel nur knapp.
Zurzeit fallen ca. 70–80 % der Tundra-Verkäufe auf das 5,7-l-Modell und 46 % der verkauften Wagen sind CrewMax. Die Double Cab verkaufen sich auch gut, aber die normalen Pritschenwagen sind wesentlich weniger gefragt als erwartet.
Der Tundra gewinnt an Boden; im Juli 2007 wurden 23.150 Stück verkauft, mehr als vom GMC Sierra im gleichen Monat, wenn auch wesentlich weniger als vom Sierra-Zwilling Chevrolet Silverado. Im gesamten Jahr 2007 wurden vom GMC Sierra 12.000 Exemplare mehr als vom Tundra verkauft, von Silverado mehr als 422.000 Exemplare mehr und der F-150 führte die Liste der Verkäufe wieder an.
|      | Januar | Februar | März   | April  | Mai    | Juni   | Juli   | August | September | Oktober | November | Dezember | Insgesamt |
| 2003 |        |         |        |        |        |        |        | 11.485 |           |         |          |          |           |
| 2004 | 7829   | 7441    | 8671   | 8672   | 9663   | 8901   | 12.098 | 10.379 | 8973      | 9448    | 8689     | 11.720   | 112.484   |
| 2005 | 8715   | 11.063  | 12.950 | 10.932 | 10.557 | 10.212 | 11.149 | 8255   | 7253      | 8919    | 10.892   | 15.632   | 126.529   |
| 2006 | 9459   | 10.566  | 11.800 | 8837   | 7974   | 8822   | 10.285 | 11.173 | 12.609    | 10.046  | 10.469   | 12.468   | 124.508   |
| 2007 | 6321   | 9669    | 13.196 | 14.200 | 17.727 | 21.727 | 23.150 | 18.919 | 19.571    | 17.868  | 14.988   | 19.782   | 196.555   |
| 2008 | 12.073 | 14.400  | 14.311 | 13.350 | 12.144 | 10.238 | 11.596 | 17.401 | 7696      | 6425    | 6607     | 9191     | 137.249   |

### Jährliche Verkaufszahlen in den USA
| US Calendar Year | Sales   |
| ---------------- | ------- |
| 2000             | 100.445 |
| 2001             | 108.863 |
| 2002             | 99.333  |
| 2003             | 101.316 |
| 2004             | 112.484 |
| 2005             | 126,529 |
| 2006             | 124.508 |
| 2007             | 196.555 |
| 2008             | 137.249 |

## NASCAR
2004 nahm der Tundra an der NASCAR Camping World Truck Series teil und gewann zum ersten Mal am Michigan International Speedway am 31. Juli dieses Jahres. 2006 gewann der Tundra zum ersten Mal den Konstrukteurswettbewerb für Toyota, indem er 12 von 25 Rennen gewann. Das Modell gewann auch die Fahrermeisterschaft mit Todd Bodine und Germaine Racing am Steuer.

## Trivia
- Der Toyota Tundra war 2000 und 2008 Truck of the Year des Magazins Motor Trend.
- Im November 2007 erreichte der Tundra 10,19 % Anteil am Markt für große Pickups, einschließlich der 0,75-Tonnen-Pickups von Dodge und GM.
- Der Toyota Tundra ist der Bestseller unter den ausländischen 0,5-Tonnen.Pickups in den USA.
- Der Tundra der 2. Generation ist bei Edmunds.com das interessanteste Fahrzeug des Jahres und der empfehlenswerteste große Pickup.
- Einige Prototypen des Tundra wurden an die Rennfahrer Ivan „Ironman“ Stewart und Rod Millen vergeben.
- Ein Tundra V8 erster Generation wurde im 2003 erschienenen Terminator 3 als Fluchtfahrzeug verwendet.